# Era de la màquina
L'era de la màquina és un període que s'inicia a mitjans de la segona revolució industrial i arriba fins a la Segona Guerra Mundial, aproximadament. Es tracta d'una època on dominen les màquines a la vida quotidiana, produïdes en massa per la indústria, i que inclouen des d'automòbils i altres vehicles fins a electrodomèstics ben diversos.
Aquesta era va ajudar a l'aparició de la classe mitjana, que podia permetre's adquirir aquests productes i millorar la seva comoditat diària, dedicant més temps al lleure, ja que les màquines duien a terme part de la feina. Això va propiciar el consumisme i l'aparició de noves formes d'entreteniment. Les facilitats en el transport van suposar un auge del turisme però també més riscos medioambientals.
L'era de la màquina està marcada també per l'auge dels mitjans de comunicació, que van contribuir a la cultura popular i a la informació a una escala planetària, precedint la globalització posterior.